# Estación Cachirulo
Cachirulo es una estación ferroviaria ubicada en localidad del mismo nombre, departamento Toay, Provincia de La Pampa, Argentina.

## Servicios
Es una pequeña estación del ramal perteneciente al Ferrocarril General Roca, desde la Estación Nueva Roma hasta la Estación Toay. No presta servicios de pasajeros, ni de cargas. Sus vías están concesionadas a la empresa de cargas Ferroexpreso Pampeano.